# Isola di Jefferson
L'isola di Jefferson (in russo Остров Джефферсона, ostrov Džeffersona) è una piccola isola russa che fa parte dell'arcipelago della Terra di Francesco Giuseppe, nell'Oceano Artico. Amministrativamente fa parte dell'oblast' di Arcangelo.
L'isola ha preso il nome di Thomas Jefferson, un membro della spedizione Baldwin-Ziegler al Polo Nord nel 1901.

## Geografia
L'isola di Jefferson si trova nella parte centro-meridionale dell'arcipelago, nel canale di Allen-Young (пролив Аллен-Юнг), a sud-ovest della punta meridionale dell'isola di Nansen, capo Taylor. Il punto più alto dell'isola raggiunge i 102 metri.